# Sixième circonscription de l'Essonne
La sixième circonscription de l’Essonne, aussi appelée circonscription de Massy – Palaiseau, est une circonscription électorale législative française, subdivision du département de l’Essonne dans la région Île-de-France. Elle est représentée dans la XVIie législature par le député socialiste Jérôme Guedj.

## Géographie

### Situation
| Type d'occupation           | Pourcentage | Superficie (en hectares) |
| --------------------------- | ----------- | ------------------------ |
| Espace urbain construit     | 57,2 %      | 2 543,02                 |
| Espace urbain non construit | 10,9 %      | 486,00                   |
| Espace rural                | 31,8 %      | 1 415,29                 |
| Source : Iaurif             |             |                          |

La sixième circonscription de l’Essonne est située au nord du département de l’Essonne. Son altitude varie entre quarante-deux mètres à Chilly-Mazarin et cent cinquante-neuf mètres à Palaiseau. La commune la plus étendue est Palaiseau avec 1 510 hectares, la plus petite est Igny avec 382 hectares. En 2006, la commune la plus peuplée était Massy avec 40 183 habitants contre seulement 5 016 habitants à Wissous.

### Composition
La sixième circonscription de l’Essonne est subdivisée en trois cantons, comptant six communes :
| Canton                     | Commune        | Code Insee  | Population  | Maire                 | Nuance politique |
| -------------------------- | -------------- | ----------- | ----------- | --------------------- | ---------------- |
| Canton de Massy            | Chilly-Mazarin | 91 3 28 161 | 18 484 hab. | Rafika Rezgui         | DVG              |
| Canton de Savigny-sur-Orge | Morangis       | 91 3 28 432 | 12 136 hab. | Brigitte Vermillet    | LR               |
| Canton de Savigny-sur-Orge | Wissous        | 91 3 28 689 | 5 805 hab.  | Florian Gallant       |                  |
| Canton de Massy            | Massy          | 91 3 98 377 | 42 258 hab. | Nicolas Samsoen       | UDI              |
| Canton de Palaiseau        | Igny           | 91 3 22 312 | 10 573 hab. | Francisque Vigouroux  | MR               |
| Canton de Palaiseau        | Palaiseau      | 91 3 22 477 | 30 285 hab. | Grégoire de Lasteyrie | LR-LFA           |

### Démographie
| 1968 | 1975 | 1982 | 1990    | 1999    | 2006    | 2010    |
| ---- | ---- | ---- | ------- | ------- | ------- | ------- |
| -    | -    | -    | 108 267 | 109 566 | 115 842 | 119 304 |

### Pyramide des âges
| Hommes | Classe d’âge   | Femmes |
| ------ | -------------- | ------ |
| 11,6   | 65 ans et plus | 15,3   |
| 61,9   | 20 à 64 ans    | 60,0   |
| 26,5   | 0 à 19 ans     | 24,7   |

## Historique
La sixième circonscription de l’Essonne a été créée par la loi organique no 86-1197 du 24 novembre 1986, elle comporte depuis le canton de Chilly-Mazarin, le canton de Massy-Est, le canton de Massy-Ouest et le canton de Palaiseau dans leurs définitions de 1985.

## Représentation

### Députés de la sixième circonscription de l’Essonne
| Période                                  | Période  | Identité             | Étiquette | Qualité                                                                               |
| ---------------------------------------- | -------- | -------------------- | --------- | ------------------------------------------------------------------------------------- |
| 1986                                     | 1988     | Indéterminé          |           |                                                                                       |
| 1988                                     | 1993     | Claude Germon        | PS        | Maire de Massy                                                                        |
| 1993                                     | 1997     | Odile Moirin         | RPR       |                                                                                       |
| 1997                                     | 2012     | François Lamy,       | PS        | Maire de Palaiseau                                                                    |
| 2012                                     | 2014     | Jérôme Guedj         | PS        | Président du conseil général de l'Essonne, conseiller général du canton de Massy-Est  |
| 2014                                     | 2017     | François Lamy        | PS        |                                                                                       |
| 2017                                     | 2019     | Amélie de Montchalin | LREM      |                                                                                       |
| 2019                                     | 2022     | Stéphanie Atger      | LREM      |                                                                                       |
| 2022                                     | en cours | Jérôme Guedj         | PS        | Ancien président du conseil général de l'Essonne, conseiller régional d'Île-de-France |
| Les données manquantes sont à compléter. |          |                      |           |                                                                                       |

### Élections de 1988
| Candidat       | Candidat                    | Parti          | Premier tour | Premier tour | Second tour | Second tour |  |
| Candidat       | Candidat                    | Parti          | Voix         | %            | Voix        | %           |  |
| -------------- | --------------------------- | -------------- | ------------ | ------------ | ----------- | ----------- |  |
|                | Claude Germon sortant réélu | PS             | 17 275       | 40,41        | 25 095      | 55,66       |  |
|                | Jacques Allain              | RPR (URC)      | 14 051       | 32,87        | 19 991      | 44,34       |  |
|                | Robert Vizet                | PCF            | 6 550        | 15,32        |             |             |  |
|                | Rémi Blanchard              | FN             | 4 528        | 10,59        |             |             |  |
|                | Andrée Bougnon              | Extrême droite | 341          | 0,8          |             |             |  |
|                |                             |                |              |              |             |             |  |
| Inscrits       | Inscrits                    | Inscrits       | 69 769       | 100,00       | 69 740      | 100,00      |  |
| Abstentions    | Abstentions                 | Abstentions    | 26 324       | 37,73        | 23 430      | 33,6        |  |
| Votants        | Votants                     | Votants        | 43 445       | 62,27        | 46 310      | 66,4        |  |
| Blancs et nuls | Blancs et nuls              | Blancs et nuls | 700          | 1,61         | 1 224       | 2,64        |  |
| Exprimés       | Exprimés                    | Exprimés       | 42 745       | 98,39        | 45 086      | 97,36       |  |

Le suppléant de Claude Germon était Michel Casteigts, maire adjoint de Palaiseau, directeur à la mission de développement régional du groupe Thompson.

### Élections de 1993
| Candidat       | Candidat              | Parti          | Premier tour | Premier tour | Second tour | Second tour |  |
| Candidat       | Candidat              | Parti          | Voix         | %            | Voix        | %           |  |
| -------------- | --------------------- | -------------- | ------------ | ------------ | ----------- | ----------- |  |
|                | Odile Moirin élue     | RPR            | 9 087        | 20,43        | 23 544      | 54,26       |  |
|                | Claude Germon sortant | PS (ADFP)      | 9 013        | 20,26        | 19 844      | 45,74       |  |
|                | Vincent Delahaye      | UDF (PR)       | 7 169        | 16,12        |             |             |  |
|                | Roger Douce           | FN             | 5 661        | 12,73        |             |             |  |
|                | Amy Dahan Dalmedico   | GÉ (EÉ)        | 4 629        | 10,41        |             |             |  |
|                | Sylvie Mayer          | PCF            | 3 771        | 8,48         |             |             |  |
|                | Stéphane Chatton      | RDRP           | 1 143        | 2,57         |             |             |  |
|                | Anne-Marie Molines    | LT-LNÉ         | 1 071        | 2,41         |             |             |  |
|                | Jacques Mazars        | LO             | 883          | 1,99         |             |             |  |
|                | Roger Bizet           | UÉD            | 577          | 1,3          |             |             |  |
|                | Gérard Lorigny        | PT             | 550          | 1,24         |             |             |  |
|                | Marc-Antoine Calonne  | Divers gauche  | 510          | 1,15         |             |             |  |
|                | Sylvie Veneny         | UDI            | 414          | 0,93         |             |             |  |
|                | René Mostachetti      | Divers gauche  | 0            | 0            |             |             |  |
|                |                       |                |              |              |             |             |  |
| Inscrits       | Inscrits              | Inscrits       | 68 109       | 100,00       | 68 103      | 100,00      |  |
| Abstentions    | Abstentions           | Abstentions    | 21 629       | 31,76        | 21 287      | 31,26       |  |
| Votants        | Votants               | Votants        | 46 480       | 68,24        | 46 816      | 68,74       |  |
| Blancs et nuls | Blancs et nuls        | Blancs et nuls | 2 002        | 4,31         | 3 428       | 7,32        |  |
| Exprimés       | Exprimés              | Exprimés       | 44 478       | 95,69        | 43 388      | 92,68       |  |

Le suppléant d'Odile Moirin était Vincent Delahaye, conseiller général UDF du canton de Massy-Ouest, conseiller municipal de Massy.

### Élections de 1997
| Candidat       | Candidat              | Parti          | Premier tour | Premier tour | Second tour | Second tour |  |
| Candidat       | Candidat              | Parti          | Voix         | %            | Voix        | %           |  |
| -------------- | --------------------- | -------------- | ------------ | ------------ | ----------- | ----------- |  |
|                | Odile Moirin sortante | RPR            | 12 180       | 28,18        | 21 505      | 46,88       |  |
|                | François Lamy élu     | PS             | 12 074       | 27,93        | 24 364      | 53,12       |  |
|                | Roger Douce           | FN             | 5 926        | 13,71        |             |             |  |
|                | Serge Guichard        | PCF            | 3 810        | 8,81         |             |             |  |
|                | Guy Bonneau           | Les Verts      | 2 358        | 5,46         |             |             |  |
|                | Didier Leboiteux      | LDI (MPF)      | 1 348        | 3,12         |             |             |  |
|                | Jacques Mazars        | LO             | 1 213        | 2,81         |             |             |  |
|                | Josiane Rouland       | GÉ             | 1 137        | 2,63         |             |             |  |
|                | Monique Duboue        | MDC            | 913          | 2,11         |             |             |  |
|                | Stéphane Pocrain      | Divers         | 832          | 1,92         |             |             |  |
|                | Pierre Roux           | Divers gauche  | 643          | 1,49         |             |             |  |
|                | Anne Duceux           | LCR            | 502          | 1,16         |             |             |  |
|                | Marc Sauterey         | PT             | 290          | 0,67         |             |             |  |
|                |                       |                |              |              |             |             |  |
| Inscrits       | Inscrits              | Inscrits       | 67 629       | 100,00       | 67 629      | 100,00      |  |
| Abstentions    | Abstentions           | Abstentions    | 22 805       | 33,72        | 19 446      | 28,75       |  |
| Votants        | Votants               | Votants        | 44 824       | 66,28        | 48 183      | 71,25       |  |
| Blancs et nuls | Blancs et nuls        | Blancs et nuls | 1 598        | 3,57         | 2 314       | 4,8         |  |
| Exprimés       | Exprimés              | Exprimés       | 43 226       | 96,43        | 45 869      | 95,2        |  |

Le suppléant de François Lamy était Jérôme Guedj, de Massy, élu conseiller général du canton de Massy-Est en 1998.

### Élections de 2002
| Candidat       | Candidat                    | Parti             | Premier tour | Premier tour | Second tour | Second tour |  |
| Candidat       | Candidat                    | Parti             | Voix         | %            | Voix        | %           |  |
| -------------- | --------------------------- | ----------------- | ------------ | ------------ | ----------- | ----------- |  |
|                | François Lamy sortant réélu | PS                | 15 639       | 34,85        | 21 428      | 51,54       |  |
|                | Véronique Carantois         | UMP               | 10 093       | 22,49        | 20 150      | 48,46       |  |
|                | Vincent Delahaye            | UDF               | 8 851        | 19,73        |             |             |  |
|                | Josselyne Top               | FN                | 3 876        | 8,64         |             |             |  |
|                | Serge Guichard              | PCF               | 1 487        | 3,31         |             |             |  |
|                | Guy Bonneau                 | Les Verts         | 1 236        | 2,75         |             |             |  |
|                | Véronique Pujol             | Pôle républicain  | 862          | 1,92         |             |             |  |
|                | Odile Moirin                | RPF               | 545          | 1,21         |             |             |  |
|                | Fernando Servo Batista      | LCR               | 470          | 1,05         |             |             |  |
|                | Christian Provaux           | LT-LNÉ            | 280          | 0,62         |             |             |  |
|                | Sylvie Lironcourt           | LO                | 271          | 0,6          |             |             |  |
|                | Roger Douce                 | MNR               | 267          | 0,6          |             |             |  |
|                | Jean-Michel Jacquemin       | Cap21             | 231          | 0,51         |             |             |  |
|                | Tarek Ben Hiba              | SÉGA              | 193          | 0,43         |             |             |  |
|                | Dominique Gandin            | MPF               | 193          | 0,43         |             |             |  |
|                | Véronique Mévellec-Fourcade | MÉI               | 111          | 0,25         |             |             |  |
|                | Marc Sauterey               | PT                | 99           | 0,22         |             |             |  |
|                | Claudine Caruso             | GÉ                | 85           | 0,19         |             |             |  |
|                | Aicha Fontaine              | Divers écologiste | 81           | 0,18         |             |             |  |
|                |                             |                   |              |              |             |             |  |
| Inscrits       | Inscrits                    | Inscrits          | 67 720       | 100,00       | 67 712      | 100,00      |  |
| Abstentions    | Abstentions                 | Abstentions       | 22 327       | 32,97        | 24 933      | 36,82       |  |
| Votants        | Votants                     | Votants           | 45 393       | 67,03        | 42 779      | 63,18       |  |
| Blancs et nuls | Blancs et nuls              | Blancs et nuls    | 523          | 1,15         | 1 201       | 2,81        |  |
| Exprimés       | Exprimés                    | Exprimés          | 44 870       | 98,85        | 41 578      | 97,19       |  |

Le suppléant de François Lamy était Jérôme Guedj, conseiller municipal de Massy

### Élections de 2007
| Candidat       | Candidat                    | Parti          | Premier tour | Premier tour | Second tour | Second tour |  |
| Candidat       | Candidat                    | Parti          | Voix         | %            | Voix        | %           |  |
| -------------- | --------------------------- | -------------- | ------------ | ------------ | ----------- | ----------- |  |
|                | Véronique Carantois         | UMP            | 17 906       | 39,59        | 20 615      | 47,36       |  |
|                | François Lamy sortant réélu | PS             | 15 409       | 34,07        | 22 913      | 52,64       |  |
|                | Cédric Morgantini           | UDF–MoDem      | 5 153        | 11,39        |             |             |  |
|                | Serge Guichard              | PCF            | 2 199        | 4,86         |             |             |  |
|                | Jacqueline Met              | FN             | 1 561        | 3,45         |             |             |  |
|                | Claudine Bourhis            | Les Verts      | 1 453        | 3,21         |             |             |  |
|                | Louis Lauretti              | LT-LNÉ         | 484          | 1,07         |             |             |  |
|                | Sylvie Lironcourt           | LO             | 388          | 0,86         |             |             |  |
|                | Marie Nicoise               | MNR            | 322          | 0,71         |             |             |  |
|                | Alain Renard                | PT             | 199          | 0,44         |             |             |  |
|                | Jean-Michel Jacquemin       | Divers         | 155          | 0,34         |             |             |  |
|                |                             |                |              |              |             |             |  |
| Inscrits       | Inscrits                    | Inscrits       | 73 040       | 100,00       | 73 040      | 100,00      |  |
| Abstentions    | Abstentions                 | Abstentions    | 27 247       | 37,3         | 28 369      | 38,84       |  |
| Votants        | Votants                     | Votants        | 45 793       | 62,7         | 44 671      | 61,16       |  |
| Blancs et nuls | Blancs et nuls              | Blancs et nuls | 564          | 1,23         | 1 143       | 2,56        |  |
| Exprimés       | Exprimés                    | Exprimés       | 45 229       | 98,77        | 43 528      | 97,44       |  |

### Élections de 2012
| Candidat       | Candidat                    | Parti                     | Premier tour | Premier tour | Second tour | Second tour |  |
| Candidat       | Candidat                    | Parti                     | Voix         | %            | Voix        | %           |  |
| -------------- | --------------------------- | ------------------------- | ------------ | ------------ | ----------- | ----------- |  |
|                | François Lamy sortant réélu | PS                        | 18 016       | 40,61        | 23 941      | 57,77       |  |
|                | Grégoire de Lasteyrie       | UMP                       | 9 650        | 21,75        | 17 500      | 42,23       |  |
|                | Cédric Giraud               | RBM (FN)                  | 5 091        | 11,48        |             |             |  |
|                | Nicolas Samsoen             | PRV                       | 5 085        | 11,46        |             |             |  |
|                | Colette Jan                 | FG (PCF) (PG)             | 2 977        | 6,71         |             |             |  |
|                | Michel Rouyer               | EÉLV                      | 2 207        | 4,97         |             |             |  |
|                | Dawari Horsfall             | Divers gauche (Emergence) | 680          | 1,53         |             |             |  |
|                | Guillaume Brossollet        | AÉI                       | 386          | 0,87         |             |             |  |
|                | Catherine Abiet             | LO                        | 157          | 0,35         |             |             |  |
|                | Marc Sauterey               | POI                       | 117          | 0,26         |             |             |  |
|                |                             |                           |              |              |             |             |  |
| Inscrits       | Inscrits                    | Inscrits                  | 76 221       | 100,00       | 76 222      | 100,00      |  |
| Abstentions    | Abstentions                 | Abstentions               | 31 420       | 41,22        | 33 354      | 43,76       |  |
| Votants        | Votants                     | Votants                   | 44 801       | 58,78        | 42 868      | 56,24       |  |
| Blancs et nuls | Blancs et nuls              | Blancs et nuls            | 435          | 0,97         | 1 427       | 3,33        |  |
| Exprimés       | Exprimés                    | Exprimés                  | 44 366       | 99,03        | 41 441      | 96,67       |  |

Le suppléant de François Lamy était Jérôme Guedj, Président du Conseil général, conseiller municipal de Massy.

### Élections de 2017
|                                                                          |                                                                               |                           |                           |                          |                          |
|                                                                          |                                                                               | Premier tour 11 juin 2017 | Premier tour 11 juin 2017 | Second tour 18 juin 2017 | Second tour 18 juin 2017 |
|                                                                          |                                                                               |                           |                           |                          |                          |
|                                                                          |                                                                               | Nombre                    | % des inscrits            | Nombre                   | % des inscrits           |
| Inscrits                                                                 | Inscrits                                                                      | 81 934                    | 100,00                    | 81 934                   | 100,00                   |
| Abstentions                                                              | Abstentions                                                                   | 40 072                    | 48,91                     | 48 053                   | 58,65                    |
| Votants                                                                  | Votants                                                                       | 41 862                    | 51,09                     | 33 881                   | 41,35                    |
|                                                                          |                                                                               |                           | % des votants             |                          | % des votants            |
| Bulletins blancs                                                         | Bulletins blancs                                                              | 441                       | 1,05                      | 3 197                    | 9,44                     |
| Bulletins nuls                                                           | Bulletins nuls                                                                | 203                       | 0,48                      | 1 124                    | 3,32                     |
| Suffrages exprimés                                                       | Suffrages exprimés                                                            | 41 218                    | 98,46                     | 29 560                   | 87,25                    |
|                                                                          |                                                                               |                           |                           |                          |                          |
| Candidat Étiquette politique (partis et alliances)                       | Candidat Étiquette politique (partis et alliances)                            | Voix                      | % des exprimés            | Voix                     | % des exprimés           |
|                                                                          |                                                                               |                           |                           |                          |                          |
|                                                                          | Amélie de Montchalin La République en marche                                  | 15 993                    | 38,80                     | 18 131                   | 61,34                    |
|                                                                          | Françoise Couasse Union des démocrates et indépendants (Les Républicains)     | 5 661                     | 13,73                     | 11 429                   | 38,66                    |
|                                                                          | Jérôme Guedj Parti socialiste                                                 | 5 385                     | 13,06                     |                          |                          |
|                                                                          | Philippe Juraver La France insoumise                                          | 4 792                     | 11,63                     |                          |                          |
|                                                                          | Nathalie Paulin Front national                                                | 3 181                     | 7,72                      |                          |                          |
|                                                                          | Anne-Charlotte Bénichou Europe Écologie Les Verts                             | 1 647                     | 4,00                      |                          |                          |
|                                                                          | Françoise Fernandes Debout la France                                          | 870                       | 2,11                      |                          |                          |
|                                                                          | Joëlle Pinna Parti communiste français                                        | 786                       | 1,91                      |                          |                          |
|                                                                          | Marion Ferret Écologiste (Confédération pour l'homme, l'animal et la planète) | 590                       | 1,43                      |                          |                          |
|                                                                          | Mustapha Aabou Divers                                                         | 581                       | 1,41                      |                          |                          |
|                                                                          | Stéphanie Geisler Parti pirate                                                | 490                       | 1,19                      |                          |                          |
|                                                                          | Thomas Junca Union populaire républicaine                                     | 413                       | 1,00                      |                          |                          |
|                                                                          | Maêva Verborg Parti animaliste                                                | 316                       | 0,77                      |                          |                          |
|                                                                          | Joseph Poidevin Parti chrétien-démocrate                                      | 247                       | 0,60                      |                          |                          |
|                                                                          | Juliette Plouin Lutte ouvrière                                                | 201                       | 0,49                      |                          |                          |
|                                                                          | Nadia Foucan-Hedreville Écologiste (Mouvement 100 % - La France a des elles)  | 65                        | 0,16                      |                          |                          |
| Source : Ministère de l'Intérieur - Sixième circonscription de l'Essonne |                                                                               |                           |                           |                          |                          |

La suppléante d'Amélie de Montchalin était Stéphanie Atger, cadre de la fonction publique, de Chilly-Mazarin. Du 1er mai 2019 au 21 juin 2022, Stéphanie Atger remplaça Amélie de Montchalin, nommée membre du gouvernement.

### Élections de 2022
Les élections législatives françaises de 2022 ont eu lieu les dimanches 12 et 19 juin 2022.
|                                                    |                                                                       |                           |                           |                          |                          |
|                                                    |                                                                       | Premier tour 12 juin 2022 | Premier tour 12 juin 2022 | Second tour 19 juin 2022 | Second tour 19 juin 2022 |
|                                                    |                                                                       |                           |                           |                          |                          |
|                                                    |                                                                       | Nombre                    | % des inscrits            | Nombre                   | % des inscrits           |
| Inscrits                                           | Inscrits                                                              | 83 238                    | 100                       | 83 269                   | 100                      |
| Abstentions                                        | Abstentions                                                           | 41 468                    | 49,82                     | 41 509                   | 49,85                    |
| Votants                                            | Votants                                                               | 41 770                    | 50,18                     | 41 760                   | 50,15                    |
|                                                    |                                                                       |                           | % des votants             |                          | % des votants            |
| Bulletins blancs                                   | Bulletins blancs                                                      | 506                       | 1,21                      | 1434                     | 3,43                     |
| Bulletins nuls                                     | Bulletins nuls                                                        | 207                       | 0,50                      | 570                      | 1,36                     |
| Suffrages exprimés                                 | Suffrages exprimés                                                    | 41 057                    | 98,29                     | 39 756                   | 95,20                    |
|                                                    |                                                                       |                           |                           |                          |                          |
| Candidat Étiquette politique (partis et alliances) | Candidat Étiquette politique (partis et alliances)                    | Voix                      | % des exprimés            | Voix                     | % des exprimés           |
|                                                    |                                                                       |                           |                           |                          |                          |
|                                                    | Jérôme Guedj Nouvelle Union populaire écologique et sociale PS        | 15 730                    | 38,31                     | 21 213                   | 53,36                    |
|                                                    | Amélie de Montchalin* Ensemble                                        | 12 915                    | 31,46                     | 18 542                   | 46,64                    |
|                                                    | Lisa Haddad Rassemblement national                                    | 4 361                     | 10,62                     |                          |                          |
|                                                    | Chantal Lacarrière Les Républicains (Union de la droite et du centre) | 2 448                     | 5,96                      |                          |                          |
|                                                    | Wendy Lonchampt Reconquête                                            | 1 650                     | 4,02                      |                          |                          |
|                                                    | Mokrane Sahari Écologie au centre                                     | 1 189                     | 2,90                      |                          |                          |
|                                                    | Esther Bommelaer Parti animaliste                                     | 689                       | 1,68                      |                          |                          |
|                                                    | Ecaterina Askar Droite souverainiste                                  | 530                       | 1,29                      |                          |                          |
|                                                    | Elisabeth Piotelat Parti Pirate                                       | 451                       | 1,10                      |                          |                          |
|                                                    | Bastien Vayssière Lutte ouvrière                                      | 407                       | 0,99                      |                          |                          |
|                                                    | Franck Chen Alliance centriste                                        | 307                       | 0,75                      |                          |                          |
|                                                    | Jules Rohault de Fleury Volt Europa                                   | 253                       | 0,62                      |                          |                          |
|                                                    | Pierre Baronet Solidarité et progrès (La Raison du Peuple)            | 127                       | 0,31                      |                          |                          |
| * Députée sortante                                 |                                                                       |                           |                           |                          |                          |

La suppléante de Jérôme Guedj était Hella Kribi-Romdhane, membre de Génération.s.

### Élections de 2024
| Candidat                 | Candidat                  | Parti et coalition       | Nuance                   | Premier tour | Premier tour | Second tour | Second tour |
| Candidat                 | Candidat                  | Parti et coalition       | Nuance                   | Voix         | %            | Voix        | %           |
| ------------------------ | ------------------------- | ------------------------ | ------------------------ | ------------ | ------------ | ----------- | ----------- |
|                          | Jérôme Guedj réélu        | PS                       | UG                       | 19 280       | 34,44        | 38 991      | 74,26       |
|                          | Hella Kribi-Romdhane      | G.s                      | DVG                      | 14 124       | 25,23        | Retrait     | Retrait     |
|                          | Natacha Goupy             | RN                       | RN                       | 11 650       | 20,81        | 13 515      | 25,74       |
|                          | Chantal Lacarrière Farges | LR                       | LR                       | 8 119        | 14,50        |             |             |
|                          | Aloïs Lang-Rousseau       | UNIV (TUPV)              | ECO                      | 1 455        | 2,60         |             |             |
|                          | Francine Monnier          | REC                      | REC                      | 1 075        | 1,92         |             |             |
|                          | Bastien Vayssière         | LO                       | EXG                      | 280          | 0,50         |             |             |
|                          |                           |                          |                          |              |              |             |             |
| Suffrages exprimés       | Suffrages exprimés        | Suffrages exprimés       | Suffrages exprimés       | 55 983       | 98,16        | 52 506      | 95,04       |
| Votes blancs             | Votes blancs              | Votes blancs             | Votes blancs             | 817          | 1,43         | 2 194       | 3,97        |
| Votes nuls               | Votes nuls                | Votes nuls               | Votes nuls               | 231          | 0,41         | 544         | 0,98        |
| Total                    | Total                     | Total                    | Total                    | 57 031       | 100          | 55 244      | 100         |
| Abstention               | Abstention                | Abstention               | Abstention               | 26 283       | 31,56        | 28 102      | 33,72       |
| Inscrits / participation | Inscrits / participation  | Inscrits / participation | Inscrits / participation | 83 324       | 68,44        | 83 346      | 66,28       |

La suppléante de Jérôme Guedj est Rafika Rezgui, maire de Chilly-Mazarin.